# Turmequé (kommun)
Turmequé är en kommun i Colombia.   Den ligger i departementet Boyacá, i den centrala delen av landet, 100 km nordost om huvudstaden Bogotá. Antalet invånare är 7 582.